# Иване Мацуи
Иване Мацуи (27. јул 1878 — 23. децембар 1948) је био генерал у царској јапанској војсци и командант експедиционих снага упућених у Кину 1937. године. Осуђен је за ратне злочине, због чега су га Савезници погубили за његово учешће у масакру у Нанкингу.
Рођен је у Нагоји, а изабрао војну каријеру и служио је у борбама током руско-јапанског рата (1904–1905). Добровољно се пријавио за прекоокеански задатак убрзо након што је дипломирао на војном колеџу 1906. Како је Мацуи напредовао кроз чинове, стекао је репутацију највећег стручњака јапанске војске за Кину и био је ватрени заговорник пан-азијанизма. Играо је кључну улогу у оснивању утицајног удружења Велике Азије.
Мацуи се повукао из активне дужности 1935. али је поново позван у службу у августу 1937. на почетку Другог кинеско-јапанског рата да предводи јапанске снаге ангажоване у бици за Шангај. Након победе у бици, Мацуи је успео да убеди врховну команду Јапана да напредује на главни град Кине Нанкинг. Трупе под његовом командом које су заузеле Нанкинг 13. децембра биле су одговорне за озлоглашени масакр у граду.
Мацуи се коначно повукао из војске 1938. године. Након пораза Јапана у Другом светском рату, осуђен је за ратне злочине на Међународном војном суду за Далеки исток и погубљен вешањем. Он и други осуђени ратни злочинци смештени су у храм Јасукуни 1978. године, што је чин који је изазвао контроверзе.